# Hyopsodontidae
Famille
Les Hyopsodontidae (ou hyopsodontidés) sont une famille d'ongulés éteints, appartenant à l'ordre des Condylarthra. Les animaux de ce groupe vivaient à la fin du Paléocène et au cours de l'Éocène. 

## Description
Les Hyopsodontidae étaient généralement de petits insectivores. Le genre le plus connu de cette famille est Hyopsodus. Cet animal est apparu au cours du paléocène tardif en Amérique du Nord pour se répandre ensuite dans l'hémisphère septentrional. Hyopsodus était l'un des derniers condylarthra et cet animal ne s'est éteint qu'au cours de l'Éocène. Le squelette de Hyopsodus semble révéler qu'il passait une partie de sa vie dans les arbres. Un parent de Hyopsodus était Paschatherium. Ce condylarthra était très fréquent en Europe occidentale au cours du début de l'Éocène.

## Liste des genres
- Aletodon
- Dorraletes
- Haplaletes
- Haplomylus
- Hyopsodus
- Litomylus
- Microhyus
- Paratricuspiodon
- Paschatherium
- Phenacodaptes
- Tricuspiodon